# Afro Basaldella
Afro Basaldella, auch unter dem Künstlernamen  Afro   bekannt, (* 4. März 1912 in Udine; † 24. Juli 1976 in Zürich) war ein italienischer Maler.

## Leben
Afro Basaldella studierte in Florenz und Venedig und diplomierte 1931 an der Kunstschule in Venedig. Bereits im Oktober 1928 stellte er gemeinsam mit seinen beiden Brüdern Dino, Mirko und Alessandro Filipponi seine Kunstwerke auf der I° Mostra della Scuola friulana d’avanguardia (I° Ausstellung der friaulischen Avantgarde Schule) aus; Im Jahr darauf auf der XX° Esposizione dell’Opera Bevilacqua La Masa (Venedig). Im selben Jahr (1929) erhielt er ein Stipendium, welches es ihm ermöglichte nach Rom zu gehen, wo er Scipione, Mario Mafai und Corrado Cagli kennenlernte.
1932 verbrachte er eine Zeit in Mailand, wo er mit seinem Bruder Mirko das Atelier von Arturo Martini frequentierte. Im Jahr darauf stellte er in der Galeria del Milione in Mailand aus.
1937 eröffnete er seine erste eigene Ausstellung in der Galleria della Cometa in Rom. Eines der Gemälde der Ausstellung mit dem Titel „L’Autoritratto“ wurde von der Nationalgalerie für Moderne Kunst (Galleria Nazionale di Arte Moderna) ersteigert. 1938 nahm er mit den Kunstwerken „Pastori“ und „Oreste“ an der Biennale von Venedig teil.
1941 hatte er eine gemeinsame Ausstellung mit Pippo Rizzo, Domenico Purificato, Alfio Castelli, Arturo Peyrot und seinem Bruder Mirko in der Galleria di Roma. Mit sechs Werken nahm er 1942 an der Biennale von Venedig teil. In den Jahren von 1944 bis 1945 wurden seine Werke von einem markanten Kubistischen Einfluss geprägt, der mehrheitlich Stillleben und Porträts hervorbrachte; in den Jahren 1948 bis 1949 definierte sich seine abstrakte Phase.
Im Jahre 1950 begann er mit der italienisch-amerikanischen Catherine Viviano Galerie in New York zusammenzuarbeiten, die von da an bis 1968 regelmäßig fast alle 2 Jahre seine Kunstwerke ausstellte.
Mitglied der italienischen Künstlergruppe Gruppo degli Otto war er ab 1952.
In New York wurden 1955 zwölf Werke ausgestellt, darunter auch „Libro giallo“ und „Ragazzo col tacchino“, welche später vom Museum of Modern Art von New York ersteigert wurden. Im selben Jahr nimmt er an der documenta 1 in Kassel teil.
Zusammen mit anderen Künstlern, darunter Alberto Burri, Giuseppe Capogrossi, Luciano Minguzzi und Mirko, von Andrew Carnduff Richie ausgewählt, nahm er 1956 an der Ausstellung „The New decade. 22 European painters and sculptors“ teil. Die Ausstellung war in New York, Minneapolis, Los Angeles und San Francisco zu sehen.
Im gleichen Jahr nahm er mit einem eigenen Ausstellungsraum an der XXVII° Biennale von Venedig teil, wo er den Preis für den besten italienischen Maler erhielt. 1958 Ausstellungen in den USA in Oakland, San Francisco und Santa Barbara. Er malt das Wandgemälde „Giardino della Speranza“ für das UNESCO Gebäude in Paris. An der zweiten Documenta im Jahre 1959 nimmt er erneut teil. 1960 gewinnt er in New York den Guggenheim Preis für sein Werk „L’isola del Giglio“.
1964 erfolgt eine erneute Teilnahme an einer documenta, der documenta III in Kassel.
1966 lehrte er am Fine Arts Institute in Sarasota/Florida zusammen mit Syd Solomon, Conrad Marca-Relli, Larry Rivers und James Brook. Basaldella hielt 1967 einen Kurs für Malerei an der Accademia di Belle Arti (Akademie der Schönen Künste) von Florenz, den er bis 1973 weiter führte.
1971 erhielt er in Rom den „Premio nazionale di pittura Presidente della Repubblica“.

## Eigene Ausstellungen
- 1937 in der Galleria della Cometa in Rom
- 1939 in der Galleria della Zecca Turin in der Galleria Genova und in Genua
- 1947 in der Galleria dello Scorpione in Triest und der Galleria del Camino in Mailand.
- 1955 in der Viviano Gallery in New York.
- 1961 in der Galerie de France in Paris und in der Galleria Bluund in Mailand.
- 1969–1970 Eine große Ausstellung mit circa zweihundert Werken in Darmstadt, Berlin und Ferrara.